# 戸田茂睡

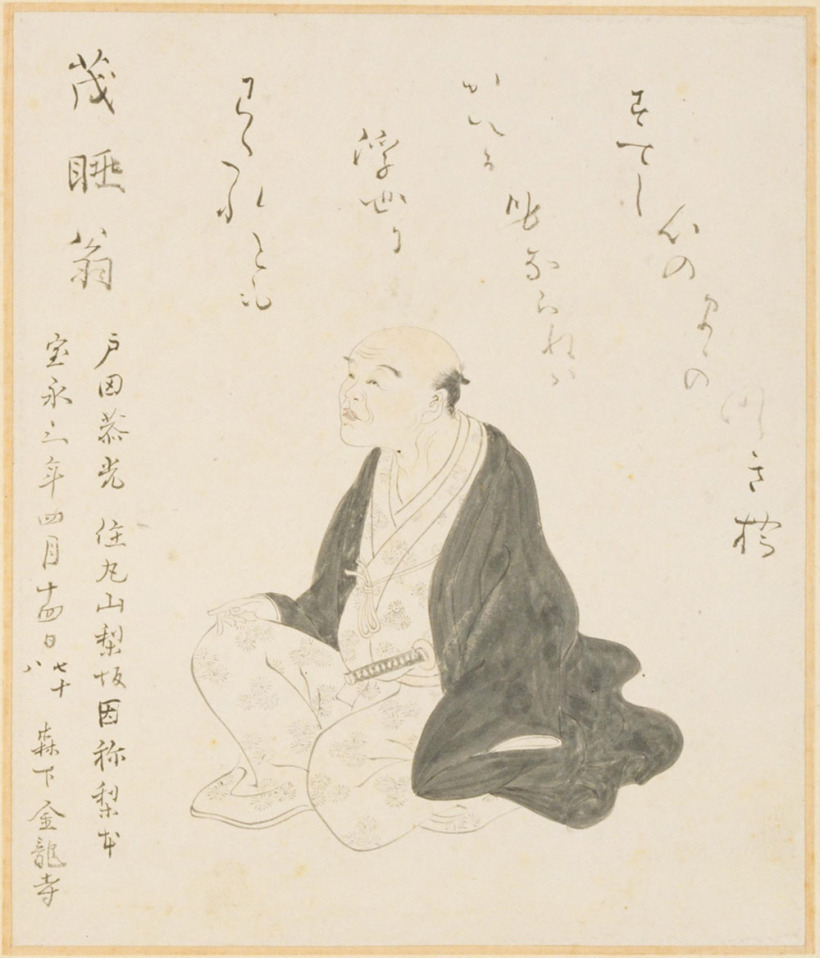
戸田茂睡

戸田 茂睡（とだ もすい、寛永6年5月19日（1629年7月9日 - 宝永3年4月14日（1706年5月25日））は、江戸時代前期の歌学者。諱は恭光。通称は茂右衛門。号は遺佚軒・不求橋・梨本など。

## 人物略歴
父は徳川忠長の付人・渡辺忠で、駿府城内（現・静岡市葵区追手町10番）で生まれた（静岡市立静岡病院玄関東側に生誕の地の碑がある）。忠長の改易に連座して配流（他家預かり処分）された父と共に下野国黒羽で過ごし、その後江戸に出て伯父の旗本戸田政次の養子となり三河国岡崎藩本多家に仕官した。
致仕後は浅草や本郷に隠棲し、余生は風雅を友とした。古典の研究を行い、公家の間に伝えられた伝統的な歌学が、秘事口伝を主とし、師の歌説に門弟が盲従することに反対して歌学の革新を主張した。下河辺長流や契沖とともに国学の先駆となる。1706年死去。

## 著作
著書には、最初の江戸の地誌『紫の一本（ひともと）』、堂上歌学の因習を攻撃した『梨本集』のほか、『御当代記』『百人一首雑談』『僻言調』『島の跡』などがある。

## 墓所

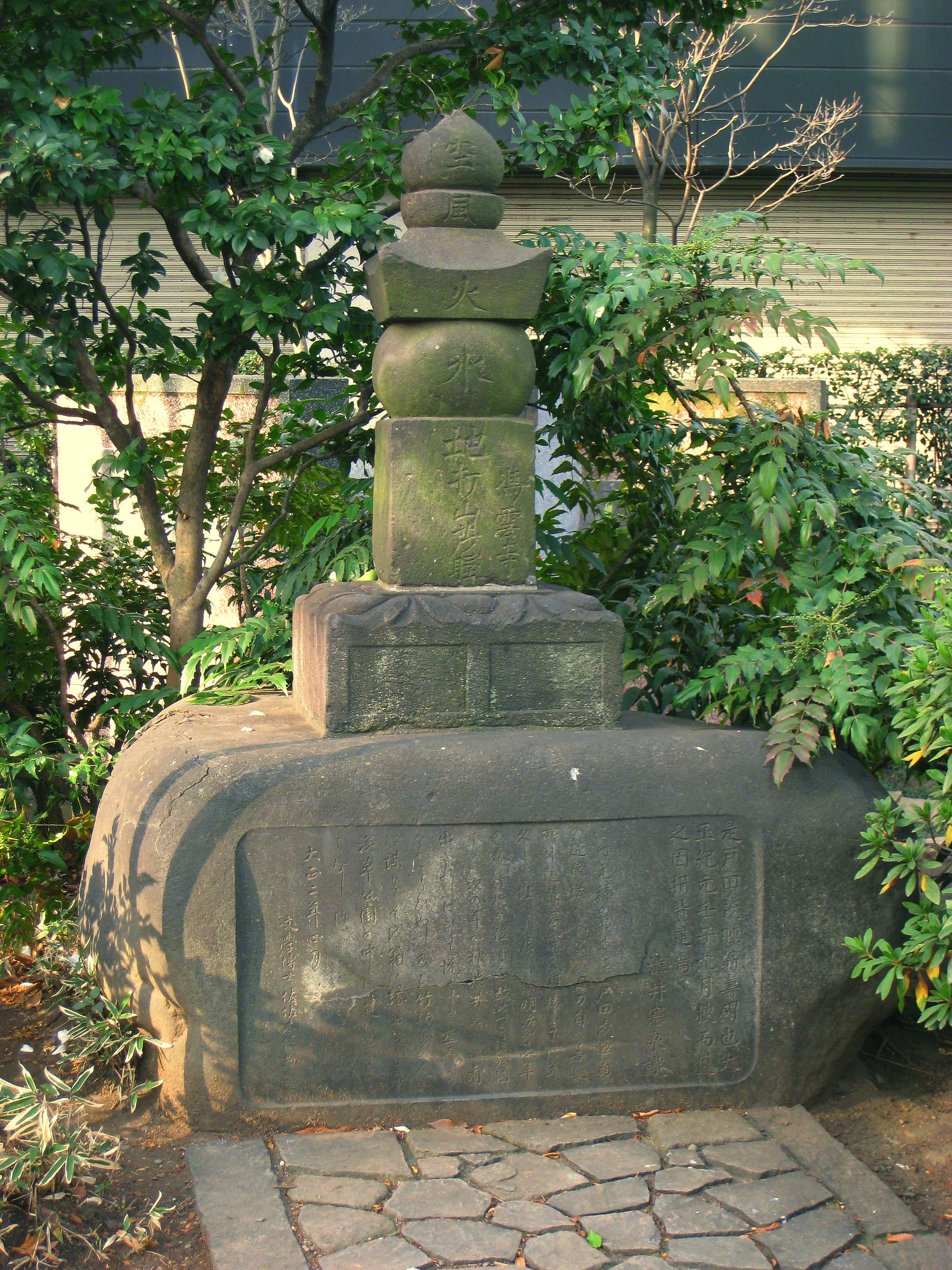
戸田茂睡の墓
（浅草寺境内）

浅草寺奥山庭苑内（東京都台東区浅草二丁目7番31号）にある。

## 文化財
- 戸田茂睡歌碑（足立区登録有形文化財、1992年1月10日登録） - 長男伊右衛門の死を悼んで東陽寺境内に建立（関東大震災後に寺とともに移転）[2]